# Conus cocceus
Conus cocceus é uma espécie de gastrópode do gênero Conus, pertencente à família Conidae.